# L118
L118 (полное название: Gun, 105mm, Field, L118) — 105-мм английское буксируемое артиллерийское орудие, предназначенное для поддержки пехоты. Принято на вооружение британской армии в 1972 году.
В 1987 году была достигнута договоренность, чтобы производить L118 по лицензии в США.
Буксировка осуществляется грузовиками или универсальными колёсными машинами высокой проходимости. Транспортировка по воздуху осуществляется на внешней подвеске вертолётов UH-60 (одна) и CH-47 (две), а также имеется возможность десантироваться парашютным способом.

## ТТХ
- Угол склонения, минимум, градусы −5.5
- Угол наведения по горизонтали, градус 11

## Варианты и модификации
- L118 — первая модель
- L119 — стандартизованная модификация под 105-мм боеприпасы НАТО. Отличается механическим спусковым механизмом вместо электрического и ослабленной баллистикой: более коротким и лёгким штатным снарядом времён ВМВ, вдвое (2,5 л вместо 5,3 л) меньшим объёмом каморы (и, соответственно, меньшим весом максимального заряда), укороченным стволом (3,2 м вместо 3,9 м) с удвоенной живучестью и более слабым дульным тормозом.
- 105mm saluting gun — несколько орудий, переделанных для стрельбы только холостыми выстрелами. Окрашены в ярко-зелёный цвет, прицельными приспособлениями не оборудованы.

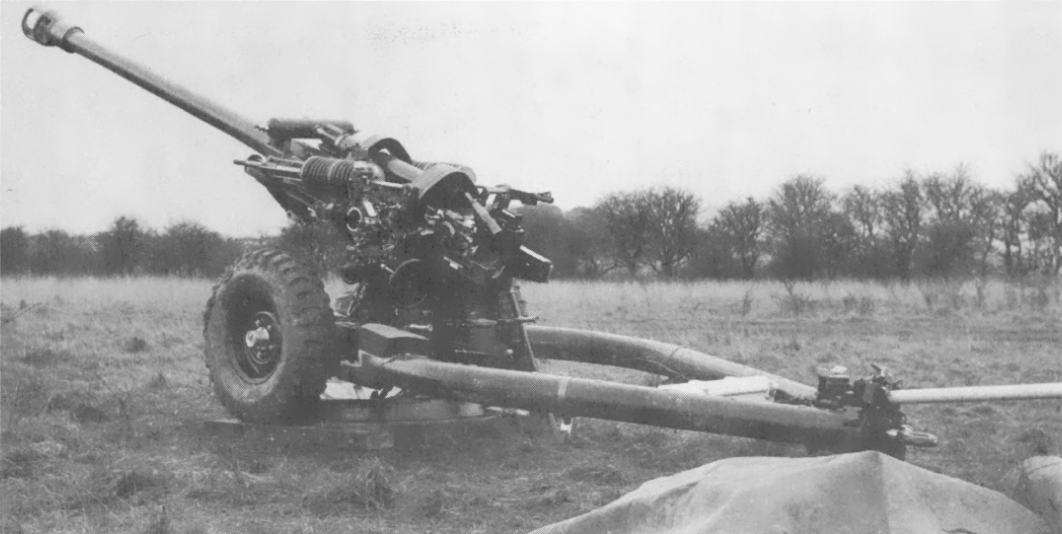
Исходная модель на момент принятия на вооружение
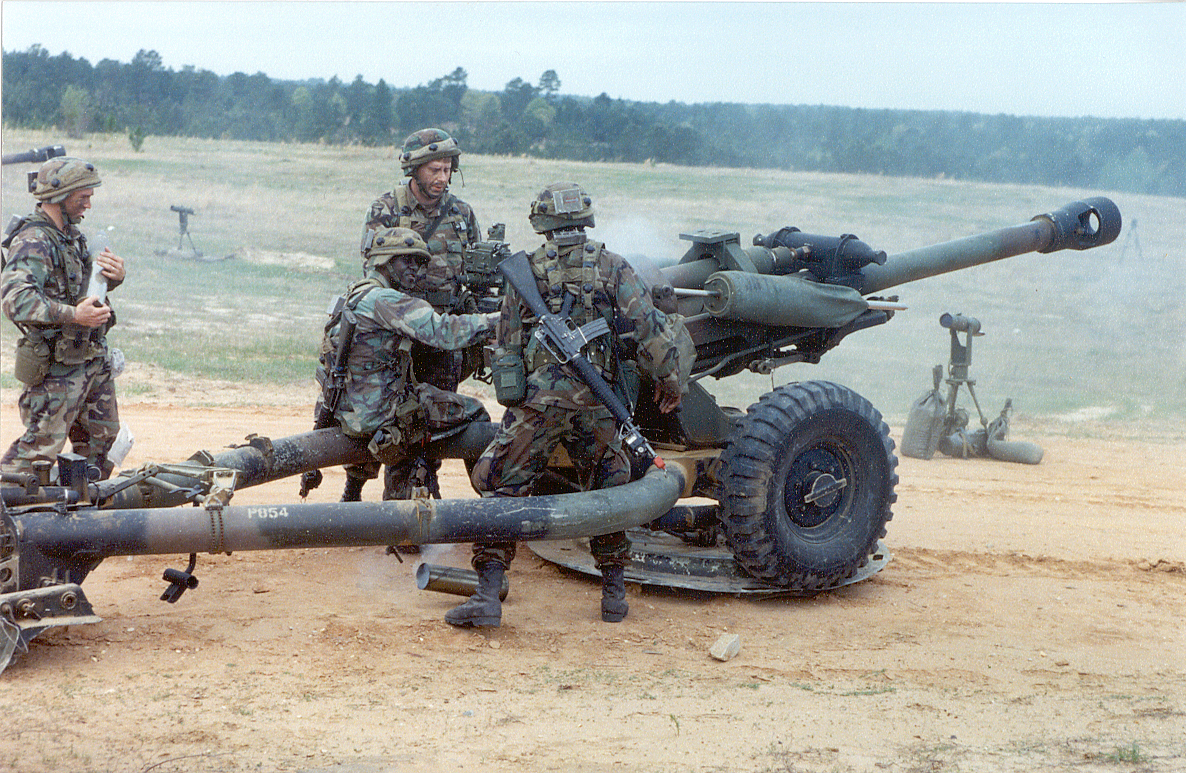
Американская лицензионная модель M119
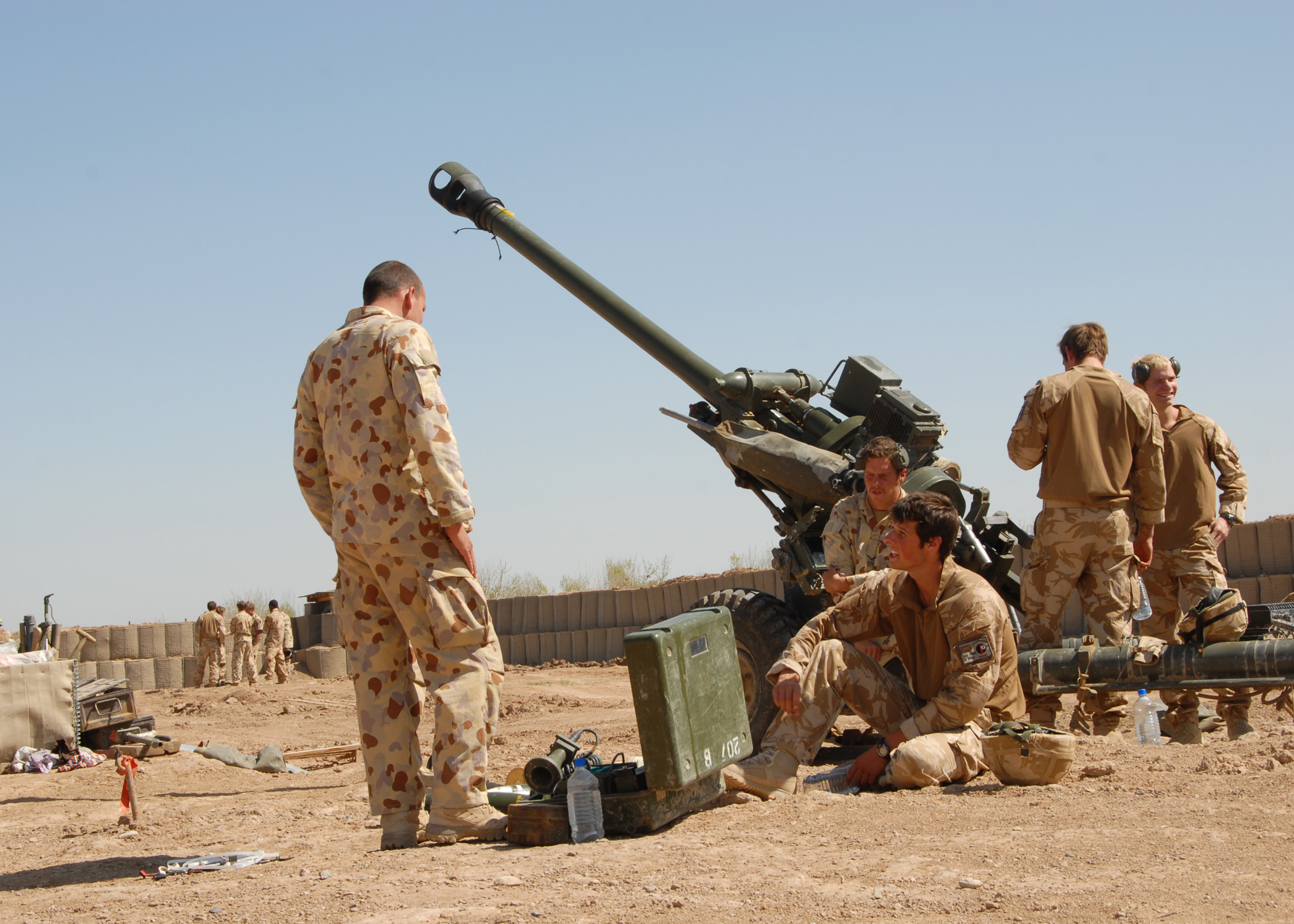
Австралийские артиллеристы у орудия L118 (Афганистан, март 2009)

## Страны-эксплуатанты
L118 и L119 экспортировались в следующие страны:

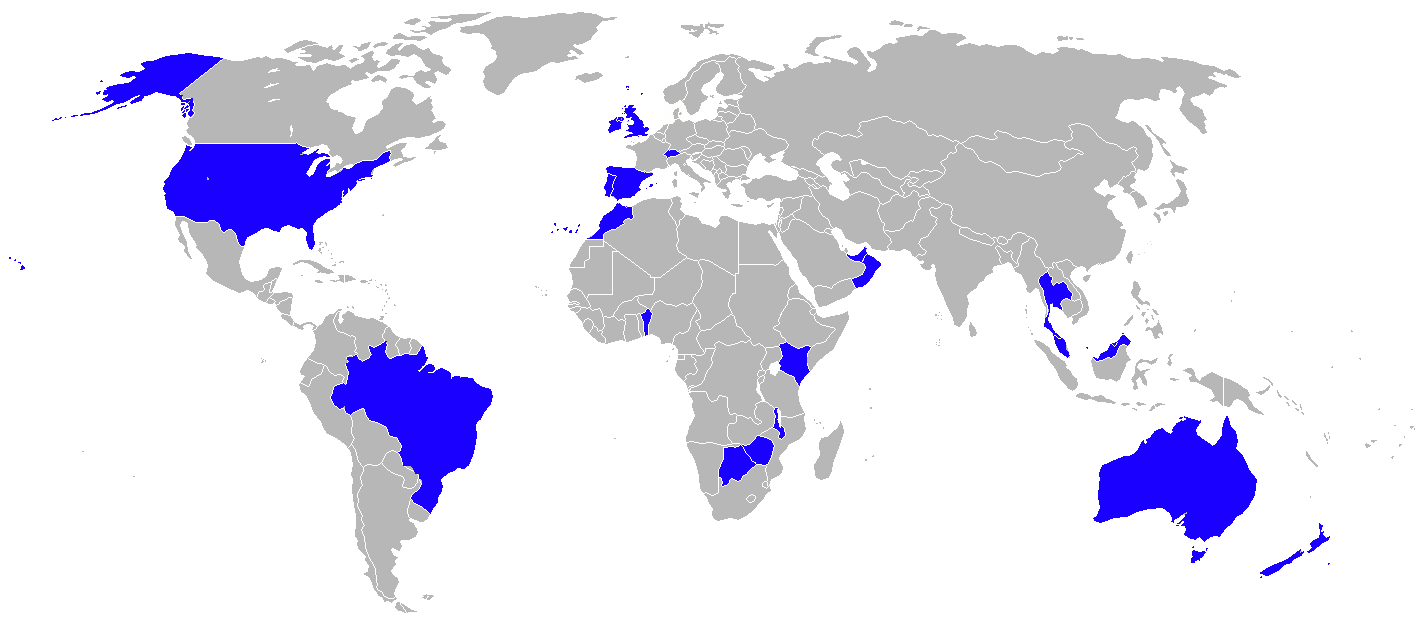
Операторы

- Бахрейн — 8 единиц L119 на 2018 год
- Бенин — 8 единиц L118 на 2018 год
- Босния и Герцеговина — 36 единиц L118 на 2010 год
- Ботсвана — 4 единицы L118 на 2018 год
- Бразилия — 36 единиц L118 в строю и 4 в резерве на 2021 год
- Великобритания — 126 L118 на вооружении по состоянию на 2024 год[4]
- Ирландия — 17 единиц L118 и 6 единиц L119 на вооружении по состоянию на 2024 год[5]
- Испания — 56 L118 по состоянию на 2024 год[6]
- Кения — 40 L118 по состоянию на 2021 год[7]
- Малави — 9 L118 по состоянию на 2018 год
- Марокко — 30 L118 по состоянию на 2018 год
- Новая Зеландия — 24 L119 по состоянию на 2018 год
- ОАЭ — 73 L118 по состоянию на 2018 год
- Оман — 42 L119 по состоянию на 2018 год
- Португалия — 17 L119 на вооружении по состоянию на 2024 год[8]
- США — 749 M119 по состоянию на 2023 год
- Таиланд — 60 L119 произведены по лицензии
- Украина — 100 L119/M119A3 на вооружении по состоянию на 2024 год[9]. 36 L119 и 72 M119A3, переданы в 2022-2023 годах. Планируется наладить местное производство.

### Бывшие эксплуатанты
- Австралия — 112 L119 произведены по лицензии под обозначением L119 Hamel Gun. Сняты с вооружения в 2014.
- Нидерланды — 8 L118 арендованы в 1995 году.
- Республика Корея — 2 единицы L118 куплены в 1976 году для испытаний.
- Швейцария — 6 L127A1 куплены в 1981 году. Швейцария заказала уникальный вариант L118, приспособленный для стрельбы снарядами местного производства.

### Комментарии
1. ↑  В связи в российским вторжением на Украину, Великобритания закупила 50 гаубиц для вооруженных сил Украины[3].